# 蒙特塞拉特总督
蒙特塞拉特總督（英語：Governor of Montserrat）是英國君主在英國海外領土蒙特塞拉特的代表。君主會根據英國政府的建議任命总督。總督的主要職責是任命总理。
總督在蒙特塞拉特擁有自己的旗幟。 總督的官邸是位於Woodlands的政府大樓。

## 历史
2003年，蒙特塞拉特有200人簽署了一份請願書，呼籲英國政府解僱當時的總督托尼·隆里格（Tony Longrigg），稱他的政策正在破壞該地區的經濟。他根據蒙特塞拉特火山觀測站 (MVO) 主任和科學諮詢委員會提供的科學建議做出的決定，阻止別墅業主返回受蘇弗里耶爾火山噴發威脅的領土。